# Moulay Hassan
Moulay Hassan (Arabisch: مولاي الحسن, prins Hassan) (Rabat, 8 mei 2003), kroonprins van de Marokkaanse troon, is de zoon van Mohammed VI van Marokko en prinses Lalla Salma. Hij heeft een jongere zus, prinses Lalla Khadija.
Moulay Hassan werd vernoemd naar zijn grootvader Hassan II van Marokko. Door zijn geboorte werd zijn oom Moulay Rachid tweede in de lijn van troonopvolging. Op 14 april 2005 werd Hassan besneden. Dit ging gepaard met dagenlange festiviteiten en veel Marokkanen besloten hun zoon ook gedurende deze dagen te laten besnijden. Vader koning Mohammed VI heeft vanaf het begin gebroken met de oude tradities van het besloten hofleven; de prins wordt publiekelijk gezien en er worden ook foto's gepubliceerd.
Als Moulay Hassan zijn vader opvolgt zal hij de negentiende regerende vorst zijn van de Alaouidynastie die sinds het jaar 1666 van vader op zoon over Marokko regeert.
In oktober 2020 werd bekend dat Moulay Hassan is begonnen met studeren aan de Mohammed VI Polytechnic University in Ben Guerir.